# Dance Team
Pour plus de détails, voir Fiche technique et Distribution.
Dance Team est un film américain réalisé par Sidney Lanfield et sorti en 1932.

## Fiche technique
- Réalisation : Sidney Lanfield
- Scénario : Edwin J. Burke
- Photographie : James Wong Howe
- Montage : Margaret Clancey
- Genre : Comédie dramatique[1]
- Production : Fox Film Corporation
- Durée : 76 minutes
- Date de sortie : 
  - États-Unis : 17 janvier 1932

## Distribution
- James Dunn : Jimmy Mulligan
- Sally Eilers : Poppy Kirk
- Ralph Morgan : Alex Prentice
- Minna Gombell : Cora Stuart
- Edward Crandall : Fred Penworthy
- Nora Lane : Jane Boyden
- Harry Beresford : Herbert Wilson
- Charles Williams : Benny Weber